# Bassam Al-Rawi
Bassam Al-Rawi (ur. 16 grudnia 1997 w Bagdadzie) – katarski piłkarz pochodzenia irackiego, występujący na pozycji obrońcy w drużynie Al-Duhail.

## Kariera piłkarska
Al-Rawi zaczynał piłkarską karierę w Aspire Academy. Następnie trafił do klubu Ar-Rajjan z którego był wypożyczany kolejno do Celty Vigo oraz KAS Eupen. W roku 2017 trafił do Al-Duhail, w barwach którego został mistrzem kraju już w pierwszym sezonie. W tym samym roku zadebiutował w drużynie narodowej Kataru w towarzyskim meczu przeciwko Czechom. W 2019 roku pojechał na Puchar Azji. W meczu grupowym przeciwko Libanowi zdobył debiutancką bramkę w kadrze. W 1/8 finału zdobył zwycięską bramkę w meczu przeciwko krajowi w którym się urodził - Irakowi.

### Formalne protesty podczas Pucharu Azji
Podczas turnieju o Puchar Azji tuż po zakończeniu półfinałowego meczu, przeciwnicy reprezentacji Kataru - Zjednoczone Emiraty Arabskie złożyły formalny protest odnośnie do uprawnienia do gry Al-Rawiego w tym turnieju, ponieważ ich zdaniem nie spełniał on wymogów artykułu 7 statutu FIFA. Katarska federacja odrzuciła te zarzuty, twierdząc że posiada dokumenty na to, że mama Al-Rawiego urodziła się w Katarze. W dniu meczu finałowego AFC odrzuciło protest.